# Ривера Мартинес, Хосе
Хосе Даниэль Ривера Мартинес (исп. José Daniel Rivera Martínez; род. 8 мая 1997, Тарапото, Сан-Мартин) — перуанский футболист, нападающий клуба «Университарио» и сборной Перу.

## Клубная карьера
Ривера — воспитанник клубов «Олимпико Хуниорс» и «Унион Комерсио». В 2016 году в матче против «Универсидад Сесар Вальехо» он дебютировал в перуанской Примере в составе последних. 13 мая 2017 года в поединке против «Альянса Атлетико» Хосе забил свой первый гол за «Унион Комерсио». В 2020 году Ривер перешёл в «Куско». 3 марта в матче против «Спорт Уанкайо» он дебютировал за новый клуб. 27 августа в поединке против «Спорт Бойз» Хосе забил свой первый гол за «Куско».
В 2022 году Ривер подписал контракт с «Карлос Маннуччи». 6 февраля в матче против «Мельгара» он дебютировал за новый клуб. 20 февраля в поединке против «Альянса Лима» Хосе забил свой первый гол за «Карлос Маннуччи».
В 2023 году Ривер стал игроком клуба «Университарио». 4 февраля в матче против «Академии Кантолао» он дебютировал за новую команду. 25 апреля в поединке против «Спортинг Кристал» Хосе забил свой первый гол за «Университарио». В том же году игрок помог клубу выиграть чемпионат. 3 апреля 2024 года в матче Кубка Либертадорес против эквадорского ЛДУ Кито он сделал «дубль».

## Международная карьера
В 2019 году Ривера в составе олимпийской сборной Перу принял участие в домашних Панамериканских играх. На турнире он сыграл в матче против Эквадора.
17 ноября 2022 года в товарищеском матче против сборной Парагвая Ривера дебютировал за сборную Перу.

## Достижения
Клубные
 «Университарио»
- Победитель перуанской Примеры — 2023